# 슈퍼포캐스팅
슈퍼포캐스팅: 예측의 기예와 과학은 2015년 출간된 필립 테트록과 댄 가드너의 책이다. 좋은 판단 프로젝트의 발견에 대해 다루고 있다.
수 많은 사람들이 IARPA 예측가들로 하여금 실시간으로 예측을 업데이트하게끔 하는 토너먼트에 참가했다. 2,800 회의 토너먼트 끝에 브리에 점수에 근거해 최고의 예측가들을 통틀어 '슈퍼포캐스터'로 분류했다.
슈퍼포캐스터들의 집합적 브리에 점수는 0.25점이었고, 다른 예측가들의 점수는 0.37이었다. 수퍼포캐스터들은 비밀 자료에 접근할 수 있었던 전문가 공동체에 속한 분석가들의 평균보다 30퍼센트나 더 정확히 예측했다.
지능 검사를 했을 때, 슈퍼포캐스터들은 평균보다 약간 더 높게 득점했으나, 천재의 수준은 아니었다(그들은 상위 20% 정도에 속했다).

## 같이 보기
- 페르미 문제